# Aspidiphorus nigriclavus
Aspidiphorus nigriclavus es una especie de coleóptero de la familia Sphindidae.

## Distribución geográfica
Habita en Queensland  (Australia).